# Sumiswald
Sumiswald är en ort och kommun i distriktet Emmental i kantonen Bern, Schweiz. Kommunen har 5 159 invånare (2023).
I kommunen finns även orterna Grünen och Wasen.